# یواس‌اس بابیلو (اس‌پی-۱۵۱۳)
یواس‌اس بابیلو (اس‌پی-۱۵۱۳) (به انگلیسی: USS Bobylu (SP-1513)) یک کشتی بود که طول آن ۳۵ فوت ۱۰ اینچ (۱۰٫۹۲ متر) بود. این کشتی در سال ۱۹۱۵ ساخته شد.